# Khishig-Öndör
Khishig-Öndör (tiếng Mông Cổ: Хишиг-Өндөр) là một sum của tỉnh Bulgan ở miền bắc Mông Cổ. Vào năm 2009, dân số của sum là 3.171 người.

## Địa lý
Sum có diện tích khoảng 2.400 km2. Trung tâm sum, Maant, nằm cách tỉnh lỵ Bulgan 68 km và thủ đô Ulaanbaatar 270 km.

### Khí hậu
Khishig-Öndör có khí hậu cận Bắc Cực. Nhiệt độ trung bình hàng năm ở khu vực này là 3 °C. Tháng ấm nhất là tháng 7, khi nhiệt độ trung bình là 22 °C và lạnh nhất là tháng 1, với -20 °C. Lượng mưa trung bình hàng năm là 411 mm. Tháng nhiều mưa nhất là tháng 7, với lượng mưa trung bình 107 mm và khô nhất là tháng 1, với lượng mưa 2 mm.

## Kinh tế
Sum phát triển ngành dịch vụ, có trường học và bệnh viện.